# Фужерон, Андре
Андре Фужерон (фр. André Fougeron, 1 октября 1913[…], XVII округ Парижа — 10 сентября 1998[…], Амбуаз, Франция) — французский живописец, один из крупнейших представителей нового реализма во французском искусстве.
Не имел специального художественного образования. Главенствующими сюжетами полотен художника являлись темы жизни и социальной борьбы французского народа.
Состоял в Коммунистической партии Франции (с 1939 года). Во время Второй мировой войны был участником Движения Сопротивления.
Полотна художника хранятся в экспозициях музеев Москвы, Нью-Йорка, Парижа и других городов.